# Implikacja logiczna
Implikacja logiczna (wynikanie) – relacja (lub w innym ujęciu symbol relacyjny) pomiędzy teoriami (zbiorami zdań logicznych) {\displaystyle T} i {\displaystyle B} jest spełniona, gdy każdy model teorii {\displaystyle T} jest także modelem teorii {\displaystyle B.} Często jest mylona z implikacją materialną, będącą szczególnym przypadkiem zdania.
Bez odwoływania się do teorii modeli można stwierdzić, że implikacja logiczna jest prawdziwa wtedy i tylko wtedy, gdy nie jest możliwe, że zdanie {\displaystyle B} jest fałszywe i jednocześnie wszystkie zdania {\displaystyle T} są prawdziwe.
Implikacja logiczna jest oznaczana:
{\displaystyle T\models B}
Zawsze prawdziwe prawa logiczne (wynikające z pustego zbioru twierdzeń) oznaczane są:
{\displaystyle \models B.}
Jeśli chcemy jakieś prawo logiczne uznać za regułę wnioskowania, czyli dołączać nowe zdania w oparciu o już istniejące, możemy zastosować zapis:
{\displaystyle {\frac {T_{1},T_{2},\dots }{B}}}
oznaczający, że w przypadku, gdy do danej niesprzecznej teorii należą zdania {\displaystyle T_{1},T_{2},\dots ,} można do niej dołączyć także zdanie {\displaystyle B,} bez spowodowania sprzeczności.